# Gabriel Peña Aranda
Gabriel Peña Aranda (Madrid, 9 de mayo de 1936-10 de mayo de 2002) fue ingeniero aeronáutico y político español.

## Biografía
Doctor ingeniero aeronáutico de formación. Miembro de la Asociación Católica Nacional de Propagandistas desde 1967, en la que ocupó diversos cargos entre 1969 y 1974.
A principios de los años setenta fue nombrado director general de la Empresa Nacional de Óptica, en las postrimerías del franquismo ocupó el influyente cargo de Director General de Radiodifusión y Televisión de Radio Televisión Española.  Se mantuvo en el puesto menos de un año, ya que agosto de 1976, con el primer Gobierno de Adolfo Suárez fue nombrado gobernador civil de Santander.
En agosto de 1978 presentaba su dimisión ante el entonces Ministro del Interior, Rodolfo Martín Villa, pasando a ocupar el cargo de adjunto director para asuntos relacionados con la Defensa en el Instituto Nacional de Industria.
Tras la victoria electoral del PSOE, presenta su dimisión en enero de 1983, dedicándose desde entonces a la actividad empresarial en la sociedad Boetticher y Navarro.